# Bupleurum kurzii
Bupleurum kurzii är en flockblommig växtart som beskrevs av P.K.Mukh. Bupleurum kurzii ingår i släktet harörter, och familjen flockblommiga växter. Inga underarter finns listade i Catalogue of Life.